# 吉田良義
吉田 良義（よしだ なかよし/よしのり）は、幕末の公卿。吉田良熈の子。明治期の神職・華族。子爵。

## 経歴
天保8年（1837年）、京都で吉田良熈の子として誕生。嘉永2年12月29日（1850年2月10日）、叙爵される。嘉永3年9月28日（1850年11月2日）、元服し昇殿を許される。
安政3年2月5日（1856年3月11日）、侍従。安政5年（1858年）、父と共に廷臣八十八卿列参事件に加わった。慶応元年12月23日（1866年2月8日）、従三位に叙され、公卿となった。慶應2年1月2日（1866年2月16日）の白馬節会では外弁を務めた。慶應3年8月26日（1867年9月23日）、神祇権大副に任じられた。慶應4年4月2日（1868年4月24日）父の薨去により服解し、同年閏4月23日に除服し、出仕・復任する。明治2年、百官の廃止に伴い、律令制下の官職である侍従・神祇権大副を解任された。
明治維新を迎え、家学吉田神道の隆盛を意図して平田銕胤、矢野玄道から国学を学んだ。慶応4年2月20日（1868年3月13日）、参与、神祇事務局補となる。以後、皇学所御用掛、宮中勤番、皇太后宮職勤番などを務めた。
明治12年（1879年）、吉田神社宮司となる。明治17年（1884年）7月8日、子爵を叙爵した。同年7月17日、日枝神社宮司に就任し、明治20年（1887年）3月29日に再任、明治23年（1890年）3月4日の帰幽まで務めた。没日付で従二位に叙されている。

## 位階
出典のないものは公卿補任による。
- 嘉永2年12月29日（1850年2月10日）、従五位下
- 嘉永6年1月4日（1853年2月11日）、従五位上
- 安政元年12月18日（1855年2月4日）、正五位下
- 安政3年2月25日（1856年3月31日）、従四位下
- 安政7年1月5日（1860年1月27日）、従四位上
- 文久3年1月5日（1863年2月22日）、正四位下
- 慶応元年12月23日（1866年2月8日）、従三位

## 系譜
- 父：吉田良熈
- 母：石川総安の長女
- 妻：奥田直（なお） - 奥田直央長女
- 妻：岩倉静子（やすこ） - 岩倉具視五女[2]
- 生母不明の子女
  - 男子：吉田良正 - 子爵[2]
  - 男子：清閑寺良貞 - 清閑寺経房養子[2]
  - 女子：吉田鈺子（かたこ） - 権掌侍[2]
  - 女子：吉田瀧子（たきこ） - 権掌侍[2]